# International Working Test 1999
International Working Test 1999 (IWT 1999) byl VIII. ročník mezinárodní soutěže retrieverů ve working testech, který se konal 24. a 25. července 1999 v Nizozemsku poblíž hradu Maurick nedaleko města Vught. Pořadatelem soutěže byl Nederlandse Labrador Vereniging (NLV).
Soutěže se zúčastnilo 26 týmů ze 6 zemí. Vítězem se stal tým Nizozemska (K) před týmem Německa (S) a týmem Německa (O). Individuální soutěž vyhrála Andrea Pleines z Německa s fenou Akira vom Osterbachtal před Johnem Braakem ze Nizozemska se psem Staftly Ambassador of Bellever a Marcelem van Rooijenem z Nizozemska se fenou Sparkfield Nia.
Rozhodčími byly  Valerie O'Brien,  Tess Lawrence,  Frank Morrey,  Tony Parnell,  Alan Thornton.

## Přihlášené týmy
Maximální počet startujících týmů byl 30. Každá členská země mohla vyslat maximálně 3 národní týmy. Zbývající počet týmů do maxima byl k dispozici pro případné free týmy.
Do individuální soutěže postupovalo prvních 20 psů s nejvyšším počtem získaných bodů během týmové soutěže, kteří nezískali hodnocení 0 na žádné úloze.
| Obhajující tým (1)       | - Německo                                                                                             |
| Národní a free týmy (25) | - Belgie (3) - Francie (1) - Německo (6) - Nizozemsko (8) - Norsko (1) - Rakousko (3) - Švýcarsko (3) |

## Konečné hodnocení

### Týmová soutěž
Výsledková listina týmové soutěž, která proběhla první den a druhý den dopoledne.
| Poz. | Země / název týmu | St. p. týmu | St. č. | Vůdce                       | Pes                               | Plemeno | Body | Celk. body |
| ---- | ----------------- | ----------- | ------ | --------------------------- | --------------------------------- | ------- | ---- | ---------- |
| 1    | Nizozemsko        | K           | 31     | Marcel van Rooijen –        | Sparkfield Nia                    | LR      | 126  | 383        |
| 1    | Nizozemsko        | K           | 32     | John Braak                  | Staftly Ambassador of Bellever    | LR      | 129  | 383        |
| 1    | Nizozemsko        | K           | 33     | Frans Oosteen               | Cockpit Wager                     | GR      | 128  | 383        |
| 2    | Německo           | S           | 55     | Martin Sorg –               | Abigal vom Osterbachtal           | LR      | 123  | 381        |
| 2    | Německo           | S           | 56     | Andrea Pleines              | Akira vom Osterbachtal            | LR      | 134  | 381        |
| 2    | Německo           | S           | 57     | Gynte Marcussen             | Knobhill Tribal Tradition         | LR      | 124  | 381        |
| 3    | Německo           | O           | 43     | Barbara Monz                | Arosa von Thurn Strunden          | LR      | 127  | 373        |
| 3    | Německo           | O           | 44     | Richard Kaschke –           | Ulf vom Verler See                | LR      | 128  | 373        |
| 3    | Německo           | O           | 45     | Gunda-Inken Mühl            | Julis Stjerne Charon              | GR      | 118  | 373        |
| 4    | Rakousko          | C           | 7      | Herwig Deutinger            | Besstock Duke                     | GR      | 123  | 372        |
| 4    | Rakousko          | C           | 8      | Ursula Pözlberger           | Yucca vom Keien Fenn              | LR      | 119  | 372        |
| 4    | Rakousko          | C           | 9      | Andreas Pözlberger –        | Zero Zerlina vom Keien Fenn       | LR      | 130  | 372        |
| 5    | Německo           | F           | 16     | Anja Helber                 | Rayleas Lisbeth                   | GR      | 122  | 369        |
| 5    | Německo           | F           | 17     | Anja Möller                 | Petope Firecrest                  | LR      | 126  | 369        |
| 5    | Německo           | F           | 18     | Georg Miller –              | Concho vom Wolfesbühl             | GR      | 121  | 369        |
| 6    | Belgie            | G           | 19     | Patsy Deheyder              | Kroonkennel's Urko                | GR      | 116  | 365        |
| 6    | Belgie            | G           | 20     | Lydia Goossens              | Saxthorpe Buzzard of Brindlebay   | LR      | 117  | 365        |
| 6    | Belgie            | G           | 21     | Fille Exelmans –            | Kroonkennel's Ulrike              | GR      | 132  | 365        |
| 7    | Švýcarsko         | I           | 25     | Béatrice Loerscher –        | Haredale Dazzle                   | LR      | 120  | 361        |
| 7    | Švýcarsko         | I           | 80     | Gilbert Sonnay              | Conneywarren Spike                | LR      | 128  | 361        |
| 7    | Švýcarsko         | I           | 27     | Pierre-Yves Loetscher       | Conneywarren Tess                 | LR      | 113  | 361        |
| 8    | Rakousko          | P           | 46     | Adi Berger –                | Buttermead Chieftain              | LR      | 125  | 359        |
| 8    | Rakousko          | P           | 47     | Karl Bernbacher             | Efrata Venušiny luhy              | GR      | 120  | 359        |
| 8    | Rakousko          | P           | 48     | Katherina Berghammer        | Catcombe Colleen                  | GR      | 114  | 359        |
| 9    | Rakousko          | J           | 28     | Robert Kaserer –            | Buttermead Crusader               | LR      | 129  | 358        |
| 9    | Rakousko          | J           | 29     | Klaus Thurner               | Yes vom Tennikerweidli            | LR      | 117  | 358        |
| 9    | Rakousko          | J           | 30     | Barbara Bachleitner         | Vantets Victoria                  | GR      | 112  | 358        |
| 10   | Německo           | V           | 64     | Michael Rösler –            | Gero vom Angelfeld                | LR      | 120  | 357        |
| 10   | Německo           | V           | 65     | Hans Bicher                 | Stammers Black Alder              | LR      | 111  | 357        |
| 10   | Německo           | V           | 66     | Beate Meyer                 | Alex vom Osterbachtal             | LR      | 126  | 357        |
| 11   | Švýcarsko         | D           | 10     | Mario Schwaller             | Haredale Ember Glow               | LR      | 125  | 352        |
| 11   | Švýcarsko         | D           | 11     | Ueli Andres                 | Kenwu Super-Jet                   | LR      | 102  | 352        |
| 11   | Švýcarsko         | D           | 12     | Verena Ommerli –            | Blagroves Bramble                 | LR      | 125  | 352        |
| 12   | Německo‡          | A           | 1      | Birgit Brode                | Endrickbank Clover                | GR      | 117  | 350        |
| 12   | Německo‡          | A           | 2      | R.D. Marcussen              | Dolbrenin Melody                  | LR      | 112  | 350        |
| 12   | Německo‡          | A           | 3      | Ole Richter –               | Carl-Castor aus der Hühnerbreite  | LR      | 121  | 350        |
| 13   | Belgie            | B           | 4      | Arrie van Varik –           | Walkabout Blackbird               | LR      | 101  | 348        |
| 13   | Belgie            | B           | 5      | Jos Vanherk                 | Kelland Black Hussar              | LR      | 129  | 348        |
| 13   | Belgie            | B           | 6      | Jan Bortels                 | Kelland Ross                      | LR      | 118  | 348        |
| 14   | Nizozemsko        | X           | 70     | R.C.L. van der Hul          | Kennaird van de Woudstreek        | GR      | 111  | 348        |
| 14   | Nizozemsko        | X           | 71     | W. Merkenhof                | Kind Glenny's van de Woudstreek   | GR      | 120  | 348        |
| 14   | Nizozemsko        | X           | 72     | J.H. van Gent –             | King Jordy van de Woudstreek      | GR      | 117  | 348        |
| 15   | Belgie            | T           | 59     | Louis Reynders              | Thornproof Ultimate               | LR      | 137  | 346        |
| 15   | Belgie            | T           | 60     | Erwin Ketels                | Summer of Newburg Castle          | LR      | 112  | 346        |
| 15   | Belgie            | T           | 83     | Johan Grootaers –           | Thornproof Raskal                 | LR      | 97   | 346        |
| 16   | Nizozemsko        | Q           | 49     | Cherry Finlan               | Drakeshead Abba                   | LR      | 105  | 345        |
| 16   | Nizozemsko        | Q           | 50     | G.J.H. van Geloven          | Enzo                              | LR      | 113  | 345        |
| 16   | Nizozemsko        | Q           | 51     | A.M.C. Schoenmaker-de Zoete | Golden Woodway Vicki              | GR      | 127  | 345        |
| 17   | Švýcarsko         | R           | 52     | Francesca Navratil          | Agar di Casa Paraporti            | LR      | 124  | 339        |
| 17   | Švýcarsko         | R           | 53     | Daniel S. Marx –            | Shan of Tasco                     | LR      | 105  | 339        |
| 17   | Švýcarsko         | R           | 54     | Hans Rudolf Weinmann        | Silkitt's Folke                   | FCR     | 110  | 339        |
| 18   | Německo           | L           | 34     | Karsten Lemke –             | Briza aus der Hühnerbreite        | LR      | 130  | 337        |
| 18   | Německo           | L           | 35     | Clemens Hardewing           | Timberdale Minette                | LR      | 116  | 337        |
| 18   | Německo           | L           | 82     | Uwe Heiß                    | Dreamacres Firefly                | LR      | 91   | 337        |
| 19   | Německo           | Y           | 73     | Sussanne Herkenhöner –      | Blow, Northern Wind Belluna       | LR      | 99   | 335        |
| 19   | Německo           | Y           | 74     | Harry Brunet                | Amadeus von Villa Musica          | GR      | 126  | 335        |
| 19   | Německo           | Y           | 75     | Peter Broich                | Lausbub vom Geesthang             | GR      | 110  | 335        |
| 20   | Francie           | W           | 67     | Roger Aeberhard             | Waterfan's Mystery Diana          | LR      | 110  | 323        |
| 20   | Francie           | W           | 68     | Vincent Belbir              | Jaguar                            | LR      | 107  | 323        |
| 20   | Francie           | W           | 69     | Gilles Testard –            | Pride of the Hills                | LR      | 106  | 323        |
| 21   | Nizozemsko        | Z           | 76     | Jan Roos –                  | Unexpected from Narrow Garden     | GR      | 91   | 319        |
| 21   | Nizozemsko        | Z           | 77     | Hans Kalkman                | Way-Out's Elfra                   | GR      | 120  | 319        |
| 21   | Nizozemsko        | Z           | 78     | Jeroen van de Luitgaarden   | Swallowsflight Dark Winsome Khari | FCR     | 108  | 319        |
| 22   | Nizozemsko        | E           | 13     | G. Knol                     | Raughlin Clancey                  | LR      | 111  | 288        |
| 22   | Nizozemsko        | E           | 14     | M. Beumer-Blaauw            | Roem van Marleans                 | LR      | 59   | 288        |
| 22   | Nizozemsko        | E           | 15     | H.M. Schoor –               | Lucinda Princess of Bellever      | LR      | 118  | 288        |
| 23   | Norsko            | N           | 40     | Grethe Ranheim –            | Greline's Dancing Oda             | LR      | 109  | 287        |
| 23   | Norsko            | N           | 41     | Kai Arnesen                 | Greline's Dancing Ask             | LR      | 92   | 287        |
| 23   | Norsko            | N           | 42     | Svein Edvardsen             | Skyfly's Solo Oak                 | LR      | 86   | 287        |
| 24   | Nizozemsko        | H           | 22     | Jan Bos                     | Oriole Cottage Good Fellow        | LR      | 121  | 275        |
| 24   | Nizozemsko        | H           | 23     | Petra Evers                 | Oriole Cottage Lisa               | LR      | 92   | 275        |
| 24   | Nizozemsko        | H           | 24     | Ch. van Lennep-Huitema      | Oriole Cottage Barra              | LR      | 62   | 275        |
| 25   | Nizozemsko        | M           | 37     | A van der Giessen –         | Lennox du Marais de la Sangurière | FCR     | 86   | 236        |
| 25   | Nizozemsko        | M           | 38     | W. de Haas                  | Roughcovers Tawny Snowflake       | FCR     | 68   | 236        |
| 25   | Nizozemsko        | M           | 39     | R.P.A. van Vliet            | Roughcovers Fleecy Cloud          | FCR     | 82   | 236        |
| 26   | Nizozemsko        | U           | 61     | A.A. van Dillewijn          | Saint George's Susie van Marleans | LR      | 33   | 163        |
| 26   | Nizozemsko        | U           | 62     | J.A. Korsman                | Seyna van Marleans                | LR      | 42   | 163        |
| 26   | Nizozemsko        | U           | 63     | H.H. Stokman                | Solo Nera van Marleans            | LR      | 88   | 163        |

‡ Obhájce

### Individuální soutěž
Výsledková listina individuální soutěž, která proběhla druhý den odpoledne.
| Poz. | St. č. | Vůdce                       | Pes                            | Plemeno | Týmová soutěž | Týmová soutěž | Týmová soutěž | Týmová soutěž | Týmová soutěž | Týmová soutěž | Týmová soutěž | Týmová soutěž | Individuální část | Individuální část | Individuální část | Celk. body |
| Poz. | St. č. | Vůdce                       | Pes                            | Plemeno | Test 1        | Test 2        | Test 3        | Test 4        | Test 5        | Test 6        | Test 7        | Body          | Test 1            | Test 2            | Body              | Celk. body |
| ---- | ------ | --------------------------- | ------------------------------ | ------- | ------------- | ------------- | ------------- | ------------- | ------------- | ------------- | ------------- | ------------- | ----------------- | ----------------- | ----------------- | ---------- |
| 1    | 56     | Andrea Pleines              | Akira vom Osterbachtal         | LR      | 18            | 18            | 20            | 20            | 18            | 20            | 20            | 134           | 39                | 19                | 58                | 192        |
| 2    | 32     | John Braak                  | Staftly Ambassador of Bellever | LR      | 20            | 16            | 20            | 17            | 16            | 20            | 20            | 129           | 40                | 19                | 59                | 188        |
| 3    | 31     | Marcel van Rooijen          | Sparkfield Nia                 | LR      | 20            | 12            | 18            | 20            | 17            | 19            | 20            | 126           | 39                | 20                | 59                | 185        |
| 4    | 21     | Fille Exelmans              | Kroonkennel's Ulrike           | GR      | 20            | 20            | 17            | 20            | 17            | 20            | 18            | 132           | 38                | 15                | 53                | 185        |
| 5    | 34     | Karsten Lemke               | Briza aus der Hühnerbreite     | LR      | 20            | 20            | 15            | 19            | 18            | 20            | 18            | 130           | 37                | 17                | 54                | 184        |
| 6    | 33     | Frans Oosteen               | Cockpit Wager                  | GR      | 19            | 20            | 19            | 19            | 11            | 20            | 20            | 128           | 36                | 19                | 55                | 183        |
| 7    | 59     | Louis Reynders              | Thornproof Ultimate            | LR      | 20            | 20            | 19            | 20            | 20            | 20            | 18            | 137           | 35                | 9                 | 44                | 181        |
| 8    | 28     | Robert Kaserer              | Buttermead Crusader            | LR      | 17            | 19            | 19            | 20            | 14            | 20            | 20            | 129           | 39                | 13                | 52                | 181        |
| 9    | 80     | Gilbert Sonnay              | Conneywarren Spike             | LR      | 19            | 20            | 16            | 16            | 17            | 20            | 20            | 128           | 37                | 15                | 52                | 180        |
| 10   | 44     | Richard Kaschke             | Ulf vom Verler See             | LR      | 20            | 19            | 15            | 19            | 18            | 20            | 17            | 128           | 36                | 16                | 52                | 180        |
| 11   | 74     | Harry Brunet                | Amadeus von Villa Musica       | GR      | 20            | 17            | 19            | 19            | 14            | 20            | 17            | 126           | 36                | 17                | 53                | 179        |
| 12   | 10     | Mario Schwaller             | Haredale Ember Glow            | LR      | 20            | 17            | 17            | 16            | 17            | 20            | 18            | 125           | 34                | 15                | 49                | 174        |
| 13   | 9      | Andreas Pözlberger          | Zero Zerlina vom Keien Fenn    | LR      | 20            | 19            | 19            | 19            | 15            | 20            | 18            | 130           | 36                | 5                 | 41                | 171        |
| 14   | 43     | Barbara Monz                | Arosa von Thurn Strunden       | LR      | 20            | 18            | 20            | 20            | 14            | 20            | 15            | 127           | 29                | 14                | 43                | 170        |
| 15   | 12     | Verena Ommerli              | Blagroves Bramble              | LR      | 18            | 19            | 18            | 18            | 17            | 18            | 17            | 125           | 27                | 18                | 45                | 170        |
| 16   | 17     | Anja Möller                 | Petope Firecrest               | LR      | 18            | 20            | 15            | 17            | 18            | 20            | 18            | 126           | 32                | 11                | 43                | 169        |
| 17   | 5      | Jos Vanherk                 | Kelland Black Hussar           | LR      | 20            | 14            | 20            | 17            | 18            | 20            | 20            | 129           | 32                | 7                 | 39                | 168        |
| 18   | 46     | Adi Berger                  | Buttermead Chieftain           | LR      | 20            | 14            | 19            | 20            | 17            | 20            | 15            | 125           | 25                | 12                | 37                | 162        |
| 19   | 51     | A.M.C. Schoenmaker-de Zoete | Golden Woodway Vicki           | GR      | 20            | 20            | 19            | 20            | 11            | 18            | 19            | 127           | 14                | 10                | 24                | 151        |
| 20   | 66     | Beate Meyer                 | Alex vom Osterbachtal          | LR      | 20            | 13            | 19            | 20            | 19            | 20            | 15            | 126           | 0                 | 17                | 17                | 143        |